# Cipaye

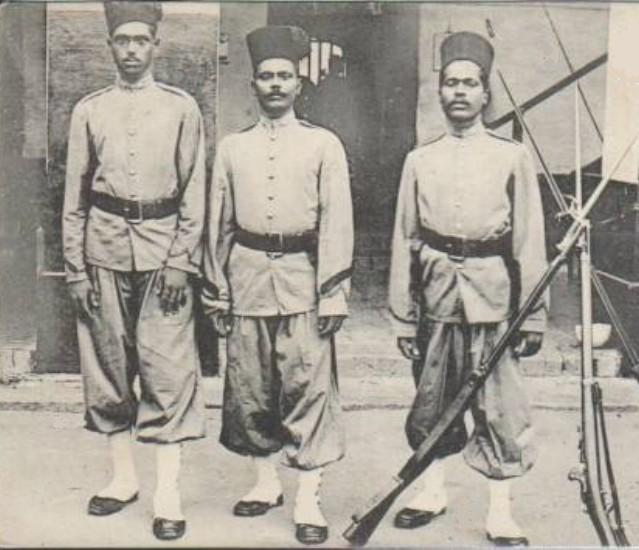
Cipayes français à Pondichéry (1905).

Le terme cipaye désigne un soldat indien ayant servi à l'époque coloniale dans une armée occidentale, et désigne également un soldat servant actuellement dans l'infanterie au sein des armées indiennes ou du Bangladesh.

## Étymologie

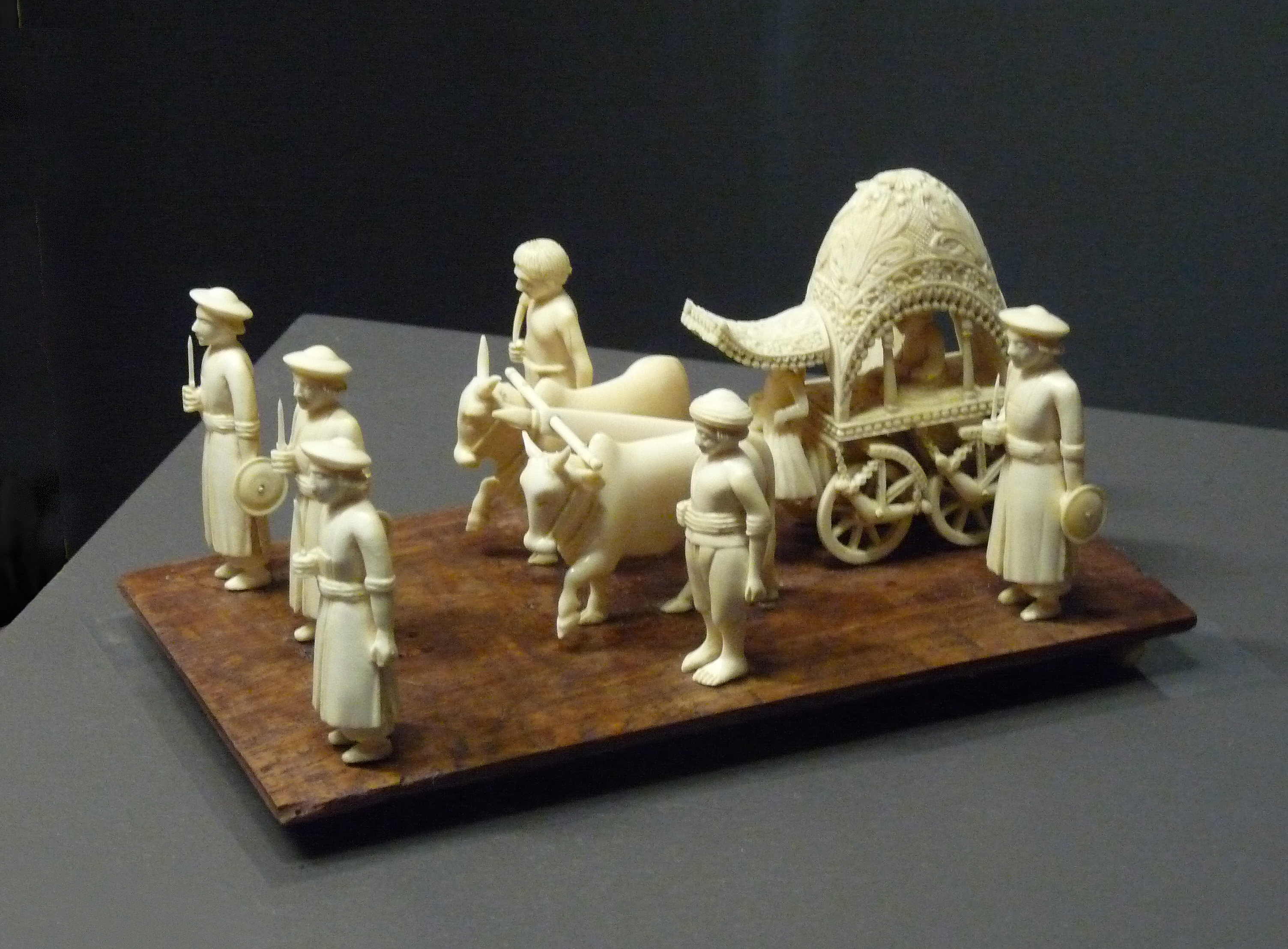
Cipayes et char de procession (ivoire, fin du XVIIIe siècle-début du XIXe siècle, Musée de la Compagnie des Indes).

Cipaye (mot provenant du persan سپاهی sipâhi signifiant « soldat ») ou également cipahi (cepoy en anglais), est le terme actuellement employé au sein des armées indiennes ou du Bangladesh pour désigner un fantassin. Dans la cavalerie, on l'appelle sowar, dérivé du persan suwar. Ce terme est également utilisé pour désigner un soldat indien ayant servi par le passé dans une armée occidentale, en général dans l'armée de l'Inde britannique, mais aussi dans les Établissements français de l'Inde ou dans l'Inde portugaise.
Le mot persan sipâhi a aussi donné la racine de spahi.

## Autres usages du terme
Dans le parler populaire basque, le mot « zipaio » (ou sa déformation graphique en castillan : « cipayo ») se réfère aux agents de l'Ertzaintza. Il désigne un Basque engagé dans les forces de l'ordre au service de l’État espagnol. Le mot est utilisé péjorativement, et porte entre autres le sens de « traître », en référence aux Indiens engagés dans les armées occidentales.

## Histoire
En 1857, la mutinerie des cipayes contre leurs officiers s'est transformée en rébellion contre l'empire britannique. Leurs soldes sont alors très basses, ils subissent des conditions de vie souvent déplorables et n'ont aucune possibilité d'avancement interne : l'officier indien ayant le plus d’ancienneté doit obéir à l'officier européen qui en a le moins. L'insurrection est provoquée par la livraison aux soldats de cartouches recouvertes de graisse de porc ou de bœuf dans lesquelles il fallait mordre pour les déchirer, ce à quoi se refusent aussi bien les musulmans (à cause du porc) que les hindous (à cause du bœuf).
Les troupes britanniques reprennent le terrain perdu au cours de l’année 1858, avec l’aide des États princiers du nord et du centre de l’Inde, et avec le renfort de régiments venus de Crimée, de Perse et de Chine. Les forces impériales britanniques exercent de sanglantes représailles sur des populations tout entières, jugées coupables d’avoir aidé les rebelles. Certains prisonniers sont attachés à la bouche d'un canon et déchiquetés.